# Aulacógeno
Aulacógeno (do grego aulax: sulco, estria) é a designação dada, no campo da tectônica de placas, a um processo ou parte de um rifte abortado durante sua abertura. Geralmente apresentam-se como bacias alongadas, que se estendem de regiões geossinclinais ou orogênicas para dentro de uma área cratônica. 

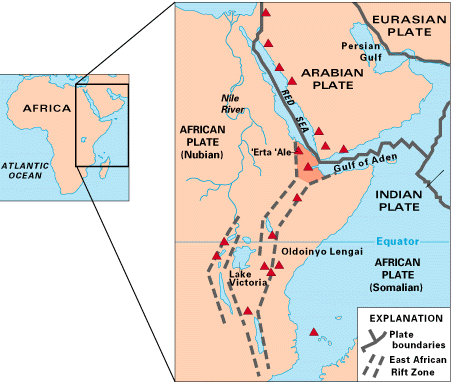
Junção tripla do rifte Leste Africano

## Formação

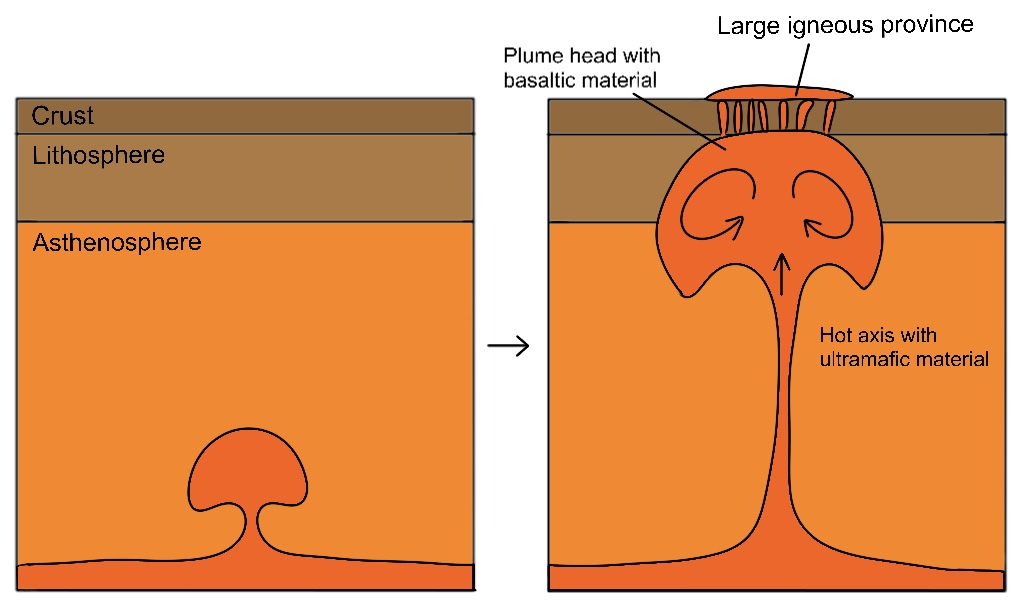
Modelo de ascensão de pluma mantélica

Usualmente, riftes em crosta continental ocorrem na forma de junções triplas em 120°, que se originam sobre pontos quentes (hotspots), ou plumas mantélicas, relacionadas à convecção de magma no manto. Em alguns casos, todas as três ramificações de uma junção tripla podem dar origem a limites ativos de placas tectônicas, como é o caso do rifte da terceira, no arquipélago de Açores, que se localiza na intercessão das placas Euroasiática, Africana e Norte americana. Entretanto, em sua maioria, apenas dois dos braços de um rifte evoluirão para limites ativos, abandonando o terceiro ramo, que permanece inativo tectonicamente. 

Aulacógenos podem preservar uma grande quantidade de informações sobre a evolução geotectônica de um ambiente. A subsidência do terreno durante sua formação faz do aulacógeno uma bacia sedimentar em potencial, que muitas vezes pode armazenar camadas de sedimento até três vezes mais espessas que sequências cratônicas vizinhas. 

## Exemplos

### Africa
- Depressão Benue (The Benue Trough), parte do Sistema de rifte da África central e ocidental (WCARS). Aulacógeno possivelmente relacionado à quebra do Gondwana e abertura do oceano Atlântico.[4]

### India
- Riftes Cambay e Kutch [5]

### Europa
- Bacia Lusitaniana, península Ibérica [6]

### América do Norte
- Midcontinent Rift System (MRS), América do norte [7]

- Aulacógeno Oklaroma (EUA), aulacógeno relacionado à quebra do supercontinente Pannotia [8]

## Aulacógenos no Brasil
No Cráton do São Francisco, umas das principais províncias cratônicas brasileiras, ocorrem três famílias de elementos estruturais de grande porte: i) Estruturas de riftes proterozóicos; ii) Faixas de dobramentos e empurrões neoproterozóicos; e iii) Estruturas de riftes do Cretáceo.
Uma das maiores dessas estruturas é o Aulacógeno Pirapora, controlado por sistemas de falhas orientadas sentido NW, que separa dois grandes altos do embasamento, o Alto de Sete Lagoas e o Alto Januária . Sua configuração geral indica que a nucleação do rifte pode ter tido início no Paleoproterozóico tardio, tendo sido sucessivamente reativada durante eventos tectônicos posteriores.
Outra grande estrutura é o Aulacógeno Paramirim, formado no Cráton São Francisco.
A estrutura é preenchida por sequências sedimentares neoproterozóicas e mesozóicas. Com base em dados de subsuperfície recentemente adquiridos, pela primeira vez foi possível descrever três sequencias de 1ª ordem: Espinhaço-Superior, Macaúbas e Bambuí, limitadas por discordâncias erosivas, depositadas na margem sul da Bacia do São Francisco. A sequência basal Espinhaço-Superior registra a reativação esteniana do aulacógeno, que engloba fácies siliciclásticas e carbonáticas arranjadas em tendência progradacional. O Grupo Macaúbas registra o desenvolvimento de uma bacia neoproterozóica que evoluiu de um rifte continental para uma margem passiva, parcialmente sob influência glacial. Já a sequência Bambuí compreende uma plataforma siliciclástica-carbonática, arranjada em um Trato de Sistema Transgressivo e um Trato de Sistema de Mar Alto. 